# Memorie tonală
În muzică, memoria tonală sau "rechemarea fonetică" este abilitatea de reamintire a unui ton de sunet. Memoria tonală asistă la menținerea ritmului și se poate dezvolta prin antrenarea urechii. Memoria tonală extinsă poate fi recunoscută ca o indicație a unei potențiale abilități compoziționale.
Memoria tonală poate fi folosită ca o strategie pentru învățarea identificării tonurilor muzicale absolute. Deși cei care încearcă această strategie cred că învață tonul absolut, abilitatea prin urmare nu este muzical relevantă, iar memoria lor tonală absolută declină substanțial sau complet în timp dacă nu este reîntărită constant. Memoria pe termen scurt poate juca un rol cu memoria tonală de asemenea. Pentru a ne da seama care tonuri/sunete intr-o frază sunt fie similare sau diferite. Având memoria pentru reamintirea sunetelor ajută la această distingere.

## Vezi și
- Ear training
- Learning music by ear
- Music-related memory
- Tone deafness